# Chrysotimus javanensis
Chrysotimus javanensis är en tvåvingeart som beskrevs av Jennifer L. Hollis 1964. Chrysotimus javanensis ingår i släktet Chrysotimus och familjen styltflugor. Inga underarter finns listade i Catalogue of Life.